# Election (film 2005)
Election (caratteri cinesi tradizionali: 黑社會; caratteri cinesi semplificati: 黑社会; pinyin: Hēi shèhuì; cantonese: Hak se wui) è un film del 2005 diretto da Johnnie To.
Il titolo originale può essere tradotto come Società nera, un comune riferimento alla Triade di Hong Kong. Ad Hong Kong è stato vietato ai minori.
Il film, presentato in concorso alla 58ª edizione del Festival di Cannes, è interpretato da Simon Yam e Tony Leung Ka-Fai, nei panni di due capibanda impegnati in una lotta di potere per diventare il nuovo leader della Triade. Quentin Tarantino l'ha definito "The Best Film Of The Year".

Il sequel, Election 2 del 2006, conclude il film.

## Trama
Il film inizia con la scadenza del periodo di due anni di mandato, e tutti gli anziani della società Wo Shing sono in procinto di eleggere un nuovo presidente, con chi sostiene Lam Lok (Simon Yam) e chi Big D (Tony Leung Ka-Fai), pochi giorni prima delle elezioni. Dopo aspre polemiche da parte dei sostenitori di entrambi i candidati, Lok viene eletto come nuovo presidente. Tuttavia, Big D è costernato per il risultato e punisce due uomini responsabili della sua sconfitta, facendoli rotolare giù da una collina dentro delle casse di legno; e spingendo l'ex-presidente Whistle ad un incontro con Four-Eye per nascondere il bastone, simbolo del potere per il leader.
Nel frattempo, il commissario Hui e la polizia, così come la polizia in Cina, arresta tutte le figure chiave che comprendono lo zio Teng, Big D, Cocky, Monk e il neoeletto presidente Lok, nel tentativo di evitare una faida all'interno della Triade. Tuttavia, durante un tentativo di negoziazione in una cella di detenzione, Big D afferma di voler organizzare una nuova Triade, ma ciò esaspera sia Teng che Hui. Kun, scagnozzo di Big D, è alla ricerca del bastone e raggiunge Big Head, attuale possessore del bastone che cerca di renderlo a Lok. Durante il confronto, Kun cerca di farsi consegnare il bastone da Big Head colpendolo ripetutamente con un pezzo di tronco, ma il boss informa Kun che il piano è cambiato e che deve recuperare il bastone per Lok. Successivamente i capi vengono rilasciati su cauzione e dopo ore di incessante inseguimento su strada tra Kun, Jimmy e Jet, Lok riceve finalmente il bastone da Jimmy rendendo ufficiale la sua elezione.
Nonostante i negoziati con Big D dopo la sua libertà su cauzione, Lok uccide Big D con un masso nel corso di una giornata di pesca con suo figlio, Denny, e la moglie di Big D, dopo che quest'ultimo ha insistito a proporre l'idea di due presidenti e la condivisione tra di loro del potere. Assistono all'uccisione sia Denny che la moglie di Big D, che cerca di scappare ma Lok la raggiunge e la strangola ad un albero con un pezzo di legno. Big D e sua moglie vengono sepolti sul posto da Lok, che si allontana in macchina con Danny, pietrificato dopo aver assistito alla brutalità di suo padre.

## Riconoscimenti
- Hong Kong Film Awards:
  - Miglior film
  - Miglior regista
  - Miglior attore (Tony Leung Ka-Fai)
  - Migliore sceneggiatura
- Golden Horse Film Awards:
  - Migliore sceneggiatura
  - Migliori effetti sonori
- Hong Kong Film Critics Society Awards:
  - Miglior film
  - Miglior regista
- Festival de Cine de Sitges:
  - Miglior regista